# Indian Wells Open 2013 - Qualificazioni singolare maschile
Le qualificazioni del singolare maschile dell'Indian Wells Open 2013 sono state un torneo di tennis preliminare per accedere alla fase finale della manifestazione. I vincitori dell'ultimo turno sono entrati di diritto nel tabellone principale. In caso di ritiro di uno o più giocatori aventi diritto a entrare nel tabellone principale, a questi sono subentrati i lucky loser, ossia i giocatori che hanno perso nell'ultimo turno ma che avevano una classifica più alta rispetto agli altri partecipanti che avevano comunque perso nel turno finale.

## Teste di serie
1. Ernests Gulbis (Qualificato)
2. Michael Russell (ultimo turno)
3. Daniel Brands (Qualificato)
4. Dmitrij Tursunov (Qualificato)
5. Édouard Roger-Vasselin (primo turno)
6. Ričardas Berankis (ultimo turno)
7. Tobias Kamke (primo turno)
8. Guillaume Rufin (ultimo turno, ritirato)
9. João Sousa (primo turno)
10. Jan Hájek (primo turno)
11. Jesse Levine (ultimo turno)
12. Rajeev Ram (primo turno)

1. Guido Pella (Qualificato)
2. Steve Darcis (primo turno)
3. Flavio Cipolla (primo turno)
4. Sergiy Stakhovsky (ultimo turno)
5. Matthias Bachinger (primo turno)
6. Adrian Ungur (primo turno)
7. Matthew Ebden (Qualificato)
8. Andreas Haider-Maurer (primo turno)
9. Ruben Bemelmans (primo turno)
10. Philipp Petzschner (Qualificato)
11. Matteo Viola (ultimo turno)
12. Vasek Pospisil (Qualificato)

## Qualificati
1. Ernests Gulbis
2. Bobby Reynolds
3. Daniel Brands
4. Dmitrij Tursunov
5. Miša Zverev
6. Vasek Pospisil

1. Matthew Ebden
2. Philipp Petzschner
3. Daniel Muñoz de la Nava
4. Guido Pella
5. Ivo Karlović
6. Wayne Odesnik

## Tabellone qualificazioni

### Legenda
| - Q = Qualificato - WC = Wild card - LL = Lucky loser | - ALT = Alternate - SE = Special Exempt - PR = Protected Ranking | - w/o = Walkover - r = Ritirato - d = Squalificato |

### Sezione 1
|  | Primo turno | Primo turno        | Primo turno     | Primo turno | Primo turno |  |  | Ultimo turno | Ultimo turno   | Ultimo turno | Ultimo turno | Ultimo turno |  |
|  |             |                    |                 |             |             |  |  |              |                |              |              |              |  |
|  | 1           | Ernests Gulbis     | 65              | 6           | 6           |  |  |              |                |              |              |              |  |
|  | WC          | Christian Harrison | 7               | 2           | 4           |  |  | 1            | Ernests Gulbis | 6            | 3            | 6            |  |
|  |             | Olivier Rochus     | Olivier Rochus  | 6           | 6           |  |  |              | Olivier Rochus | 1            | 6            | 2            |  |
|  | 21          | Ruben Bemelmans    | Ruben Bemelmans | 2           | 4           |  |  |              |                |              |              |              |  |

### Sezione 2
|  | Primo turno | Primo turno     | Primo turno     | Primo turno | Primo turno |  |  | Ultimo turno | Ultimo turno    | Ultimo turno | Ultimo turno | Ultimo turno |  |
|  |             |                 |                 |             |             |  |  |              |                 |              |              |              |  |
|  | 2           | Michael Russell | Michael Russell | 6           | 7           |  |  |              |                 |              |              |              |  |
|  |             | Igor Kunitsyn   | Igor Kunitsyn   | 1           | 6           |  |  | 2            | Michael Russell | 5            | 6            | 64           |  |
|  | WC          | Bobby Reynolds  | Bobby Reynolds  | 6           | 6           |  |  | WC           | Bobby Reynolds  | 7            | 3            | 7            |  |
|  | 15          | Flavio Cipolla  | Flavio Cipolla  | 4           | 1           |  |  |              |                 |              |              |              |  |

### Sezione 3
|  | Primo turno | Primo turno   | Primo turno   | Primo turno | Primo turno |  |  | Ultimo turno | Ultimo turno  | Ultimo turno  | Ultimo turno | Ultimo turno |  |
|  |             |               |               |             |             |  |  |              |               |               |              |              |  |
|  | 3           | Daniel Brands | Daniel Brands | 6           | 6           |  |  |              |               |               |              |              |  |
|  |             | Ivan Serheev  | Ivan Serheev  | 3           | 4           |  |  | 3            | Daniel Brands | Daniel Brands | 6            | 7            |  |
|  | WC          | Rik De Voest  | Rik De Voest  | 6           | 6           |  |  | WC           | Rik De Voest  | Rik De Voest  | 2            | 5            |  |
|  | 14          | Steve Darcis  | Steve Darcis  | 3           | 2           |  |  |              |               |               |              |              |  |

### Sezione 4
|  | Primo turno | Primo turno           | Primo turno          | Primo turno | Primo turno |  |  | Ultimo turno | Ultimo turno     | Ultimo turno | Ultimo turno | Ultimo turno |  |
|  |             |                       |                      |             |             |  |  |              |                  |              |              |              |  |
|  | 4           | Dmitrij Tursunov      | Dmitrij Tursunov     | 6           | 6           |  |  |              |                  |              |              |              |  |
|  | WC          | Mohamed Haythem Abid  | Mohamed Haythem Abid | 1           | 4           |  |  | 4            | Dmitrij Tursunov | 5            | 6            | 6            |  |
|  |             | Thiago Alves          | 6                    | 2           | 6           |  |  |              | Thiago Alves     | 7            | 2            | 3            |  |
|  | 20          | Andreas Haider-Maurer | 4                    | 6           | 3           |  |  |              |                  |              |              |              |  |

### Sezione 5
|  | Primo turno | Primo turno            | Primo turno            | Primo turno | Primo turno |  |  | Ultimo turno | Ultimo turno      | Ultimo turno      | Ultimo turno | Ultimo turno |  |
|  |             |                        |                        |             |             |  |  |              |                   |                   |              |              |  |
|  | 5           | Édouard Roger-Vasselin | Édouard Roger-Vasselin | 6           | 5           |  |  |              |                   |                   |              |              |  |
|  |             | Miša Zverev            | Miša Zverev            | 7           | 7           |  |  |              | Miša Zverev       | Miša Zverev       | 6            | 6            |  |
|  |             | Gastão Elias           | Gastão Elias           | 6           | 5           |  |  | 16           | Sergiy Stakhovsky | Sergiy Stakhovsky | 4            | 0            |  |
|  | 16          | Sergiy Stakhovsky      | Sergiy Stakhovsky      | 7           | 7           |  |  |              |                   |                   |              |              |  |

### Sezione 6
|  | Primo turno | Primo turno       | Primo turno       | Primo turno | Primo turno |  |  | Ultimo turno | Ultimo turno      | Ultimo turno      | Ultimo turno | Ultimo turno |  |
|  |             |                   |                   |             |             |  |  |              |                   |                   |              |              |  |
|  | 6           | Ričardas Berankis | Ričardas Berankis | 7           | 6           |  |  |              |                   |                   |              |              |  |
|  |             | Rhyne Williams    | Rhyne Williams    | 62          | 1           |  |  | 6            | Ričardas Berankis | Ričardas Berankis | 1            | 2            |  |
|  |             | Maxime Authom     | Maxime Authom     | 3           | 0           |  |  | 24           | Vasek Pospisil    | Vasek Pospisil    | 6            | 6            |  |
|  | 24          | Vasek Pospisil    | Vasek Pospisil    | 6           | 6           |  |  |              |                   |                   |              |              |  |

### Sezione 7
|  | Primo turno | Primo turno    | Primo turno    | Primo turno | Primo turno |  |  | Ultimo turno | Ultimo turno   | Ultimo turno   | Ultimo turno | Ultimo turno |  |
|  |             |                |                |             |             |  |  |              |                |                |              |              |  |
|  | 7           | Tobias Kamke   | Tobias Kamke   | 4           | 0           |  |  |              |                |                |              |              |  |
|  |             | Frank Dancevic | Frank Dancevic | 6           | 6           |  |  |              | Frank Dancevic | Frank Dancevic | 3            | 67           |  |
|  |             | Andrej Golubev | '7             | 4           | 2           |  |  | 19           | Matthew Ebden  | Matthew Ebden  | 6            | 7            |  |
|  | 19          | Matthew Ebden  | 6              | 6           | 6           |  |  |              |                |                |              |              |  |

### Sezione 8
|  | Primo turno | Primo turno        | Primo turno        | Primo turno | Primo turno |  |  | Ultimo turno | Ultimo turno       | Ultimo turno       | Ultimo turno       | Ultimo turno |  |
|  |             |                    |                    |             |             |  |  |              |                    |                    |                    |              |  |
|  | 8           | Guillaume Rufin    | 6                  | 3           | 6           |  |  |              |                    |                    |                    |              |  |
|  | WC          | Dennis Novikov     | 4                  | 6           | 1           |  |  | 8            | Guillaume Rufin    | Guillaume Rufin    | Guillaume Rufin    | r            |  |
|  |             | Illja Marčenko     | Illja Marčenko     | 3           | 4           |  |  | 22           | Philipp Petzschner | Philipp Petzschner | Philipp Petzschner |              |  |
|  | 22          | Philipp Petzschner | Philipp Petzschner | 6           | 6           |  |  |              |                    |                    |                    |              |  |

### Sezione 9
|  | Primo turno | Primo turno             | Primo turno        | Primo turno | Primo turno |  |  | Ultimo turno            | Ultimo turno            | Ultimo turno            | Ultimo turno | Ultimo turno |  |
|  |             |                         |                    |             |             |  |  |                         |                         |                         |              |              |  |
|  | 9           | João Sousa              | 3                  | 6           | 3           |  |  |                         |                         |                         |              |              |  |
|  |             | Daniel Muñoz de la Nava | 6                  | 3           | 6           |  |  | Daniel Muñoz de la Nava | Daniel Muñoz de la Nava | Daniel Muñoz de la Nava | 6            | 6            |  |
|  |             | Uladzimir Ihnacik       | Uladzimir Ihnacik  | 6           | 6           |  |  | Uladzimir Ihnacik       | Uladzimir Ihnacik       | Uladzimir Ihnacik       | 4            | 3            |  |
|  | 17          | Matthias Bachinger      | Matthias Bachinger | 4           | 2           |  |  |                         |                         |                         |              |              |  |

### Sezione 10
|  | Primo turno | Primo turno        | Primo turno        | Primo turno | Primo turno |  |  | Ultimo turno | Ultimo turno   | Ultimo turno   | Ultimo turno | Ultimo turno |  |
|  |             |                    |                    |             |             |  |  |              |                |                |              |              |  |
|  | 10          | Jan Hájek          | Jan Hájek          | 6           | 2           |  |  |              |                |                |              |              |  |
|  |             | Michael Berrer     | Michael Berrer     | 7           | 6           |  |  |              | Michael Berrer | Michael Berrer | 4            | 65           |  |
|  |             | Alex Bogomolov Jr. | Alex Bogomolov Jr. | 2           | 4           |  |  | 13           | Guido Pella    | Guido Pella    | 6            | 7            |  |
|  | 13          | Guido Pella        | Guido Pella        | 6           | 6           |  |  |              |                |                |              |              |  |

### Sezione 11
|  | Primo turno | Primo turno  | Primo turno  | Primo turno | Primo turno |  |  | Ultimo turno | Ultimo turno | Ultimo turno | Ultimo turno | Ultimo turno |  |
|  |             |              |              |             |             |  |  |              |              |              |              |              |  |
|  | 11          | Jesse Levine | 6            | 3           | 6           |  |  |              |              |              |              |              |  |
|  |             | Denis Kudla  | 0            | 6           | 3           |  |  | 11           | Jesse Levine | Jesse Levine | 2            | 5            |  |
|  |             | Ivo Karlović | Ivo Karlović | 7           | 7           |  |  |              | Ivo Karlović | Ivo Karlović | 6            | 7            |  |
|  | 18          | Adrian Ungur | Adrian Ungur | 6           | 63          |  |  |              |              |              |              |              |  |

### Sezione 12
|  | Primo turno | Primo turno      | Primo turno      | Primo turno | Primo turno |  |  | Ultimo turno | Ultimo turno  | Ultimo turno | Ultimo turno | Ultimo turno |  |
|  |             |                  |                  |             |             |  |  |              |               |              |              |              |  |
|  | 12          | Rajeev Ram       | Rajeev Ram       | 3           | 64          |  |  |              |               |              |              |              |  |
|  |             | Wayne Odesnik    | Wayne Odesnik    | 6           | 7           |  |  |              | Wayne Odesnik | 7            | 4            | 7            |  |
|  | PR          | Somdev Devvarman | Somdev Devvarman | 2           | 2           |  |  | 23           | Matteo Viola  | 62           | 6            | 6            |  |
|  | 23          | Matteo Viola     | Matteo Viola     | 6           | 6           |  |  |              |               |              |              |              |  |